# Conflictul din Macedonia (2001)
Conflictul din Macedonia de Nord din 2001 a fost un conflict armat care a început atunci când grupul militant etnic albanez Armata Națională de Eliberare (Macedonia) a atacat forțele de securitate ale Republicii Macedonia la începutul lunii februarie 2001, și s-a încheiat cu Acordul de la Ohrida. Conflictul a durat tot timpul anului, deși numărul total de victime a rămas limitat la mai multe zeci de persoane din ambele părți, potrivit surselor din ambele părți ale conflictului.

## Albanezii din Macedonia
Albanezii sunt cea mai mare minoritate etnică din Republica Macedonia de Nord  . Aceștia sunt în principal în nord-vestul Macedoniei. Majoritatea comunităților albaneze sunt concentrate în zonele din jurul Tetovo (70%), Gostivar (66%), Debar (58%), Struga (56%), Kicevo (31%), Kumanovo (25%) și Skopje (20%) . Mărimea populației albaneze din Macedonia , începând din 1948, este în continuă creștere. Potrivit datelor oficiale, albanezii din Macedonia di Nort din Macedonia di Nort 1953 au fost de 10%, în 1971 17%, în 1991 21%  . Ca urmare a necesității de a consolida propriile lor scopuri politice unii albanezi susțin că , în Macedonia di Nort  trăiesc în jurul valorii de 30% populația albaneză, pe de altă parte, din aceleași motive, unii macedoneni susțin că reprezentarea acestei populații este semnificativ mai mică și este sub 20% din populația totală .

## Context
La 8 septembrie 1991 , în Macedonia a avut loc un referendum asupra independenței , cu care a fost aprobată independența Republicii Macedonia . În zilele dinaintea referendumului, au fost adresate tuturor liderilor politici și cetățenilor apeluri și voturi. Apelul a fost boicotat de către toate partidele albaneze , susținând că albanezii au fost discriminați de oameni. Astfel, cetățenii de naționalitate albaneză au boicotat referendumul și au refuzat să exprime voința în mod democratic a minorității albaneze din Macedonia . Prin obținerea independenței față de Iugoslavia , Republica Macedonia este definită ca o republică cu un parlament multipartit. Adunarea Republicii Macedonia , în conformitate cu Constituția Republicii Macedonia , este formată din 120 de deputați  . Noua Constituție a stabilit caracterul și organizarea statului, Republica Macedonia fiind definită ca stat suveran, independent, democratic și social. În realizarea sistemului politic al statului, au fost aplicate și principiile democrației europene, cu un accent deosebit pe dezvoltarea societății civile bazate pe un sistem judiciar independent, libertatea de asociere, promovarea și dezvoltarea relațiilor interetnice, libertatea religioasă și egalitatea de gen  .
Contrar tuturor fostelor state iugoslave , Republica Macedonia și-a câștigat independența fără conflicte militare și vărsări de sânge. După căderea primului așa-zis guverl special al Republicii Macedonia [20] , guvernul a fost preluat de către Uniunea Social Democrată a Macedoniei (SDSM). Partidul pentru Prosperitate Democratică a fost inclus în guvern din 1992 și a rămas în acest stat până la căderea puterii în 1998 . În 1994 , prima universitate albaneză din Republica Macedonia a fost deschisă ilegal , care, ca universitate de stat, rămâne nerecunoscută de autorități până în ianuarie 2004 . Principalele probleme cu care se confruntă SDSM au fost privatizarea , șomajul și corupția masivă . În alegerile parlamentare din 1998 , guvernul a fost preluat de opoziția condusă de VMRO-DPMNE .
Partidul Democrat al Albanezilor a intrat în noul guvern în 1998 . Noul guvern din Macedonia a fost confruntat cu probleme majore și foarte curând a început să piardă încrederea în rândul poporului. În noiembrie 2000 , coaliția de guvernământ a ieșit din Alternativa Democrată , iar noul partener de coaliție al VMRO-DPMNE adevenit Partidul Liberal al Macedoniei. Scandalurile politice și înfrângerile economice au avut un impact extraordinar asupra guvernului.

### Macedonia șiRăzboiul din Kosovo

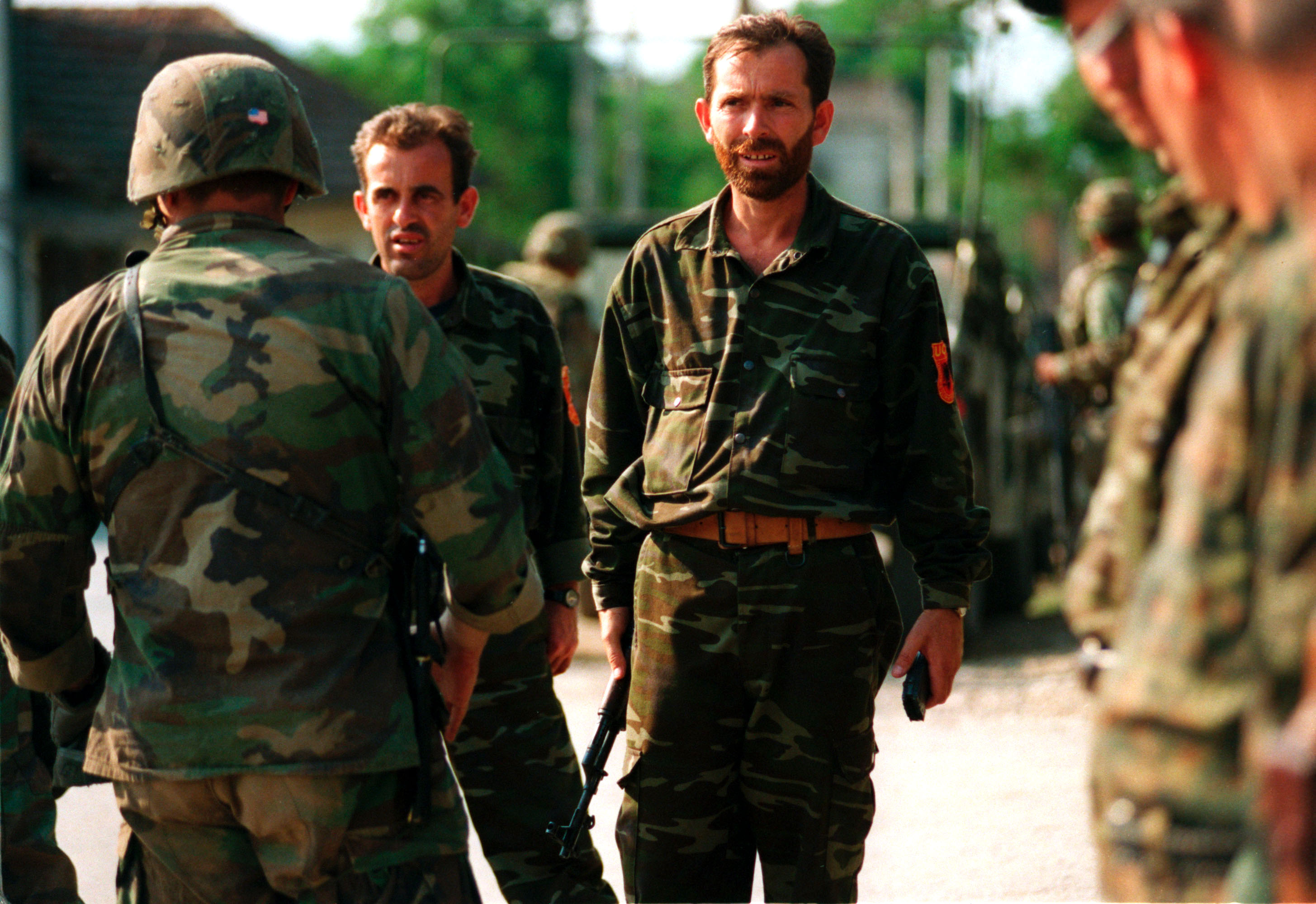
Membrii UÇK predau armele, marinei SUA de la Divizia 26 expediționare marină din Kosovo, 1999

În timpul războiului din Kosovo, Macedonia și-a deschis granițele pentru mii de refugiați albanezi kosovari care au fugit din Kosovo în Macedonia. Potrivit datelor ICNUR , pe 17 mai, în Macedonia au fost 229.300 de refugiați kosovari. Numărul refugiaților albanezi în Macedonia a constituit apoi mai mult de 11% din populația totală a țării. Conform Comitetului Statelor Unite pentru Refugiați, în jurul valorii de 360.000  refugiați albanezilor din Kosovo a rămas în Macedonia , după iulie 1999, ceea ce echivaleaza cu 18% din populația țării.
Pregătirea Macedoniei de a accepta refugiații a fost limitată, deoarece se intenționa să se accepte numai 20 000 de refugiați. Pe lângă toate dificultățile, Macedonia a acceptat refugiații conform standardelor internaționale până când războiul s-a încheiat.
Povara acordării atenției nevoilor a 360 000 de refugiați au afectat economia macedoneană. Mai degrabă decât să stabilească o economie mai bună așa cum a fost prevăzut în 1999, economia Macedoniei s-a redus cu 10% din PIB pentru restul anului 1999. Comerțul cu Republica Federală Iugoslavia , principalul partener comercial al Macedoniei, este rupt, provocând Macedonia să -și piardă una dintre cele mai importante piețe de export și o sursă vitală de materiale. În consecință, un număr de fabrici a trebuit să se închidă, ceea ce a dus la creșterea numărului de șomeri. În același timp, principala cale de tranzit pentru exporturile macedonene către Europa a fost închisă, crescând numărul de prețuri de import. 
Macedonenii erau mai preocupați de impactul asupra numărului de 360 000 de refugiați albanezi și de consecințele pe care le-ar avea asupra demografiei macedonene. Ei au fost speriat lucrează prezența refugiaților ar putea afecta imaginea demografică din țară ..  Macedonenii au fost preocupați de posibila propagării conflictului din Kosovo din Macedonia  Македонците беа загрижени за можното прелевање на косовскиот конфликт во Македонија și se tem că acestea au cel mai mult de pierdut. Jurnalistul Chicago Tribune a scris în martie 1999:
„“Oamenii se tem că după Kosovo, Macedonia este următoarea”.”—Nano Ružin pentru Chicago Tribune, 
În același timp, teroriștii UÇK au Început să treacă ilegal frontiera și s-au stabilit în zonele populate albaneze și municipalitățile din republică. Autoritățile macedonene au confiscat arme din Kosovo. 

## Cronologie
- La 1 februarie 1990 , aproximativ 2.000 de albanezi au protestat în Tetovo cerând independența regiunii din Macedonia de Vest , unde albanezii etnici constituiau majoritatea;
- La 20 noiembrie , după adoptarea Constituției , Republica Macedonia a devenit un stat independent. În sesiunea specială a parlamentului pentru adoptarea Constituției Republicii Macedonia , a fost boicotată de PDP - PND ;
- La 11 ianuarie 1992 a avut loc un referendum privind autonomia albanezilor din partea de vest a Macedoniei - inclusiv Republica Ilirida . Referendumul și rezultatele referendumului au fost declarate ilegale de către autoritățile macedonene.
- La 31 martie 1992 , un mare număr de etnici albanezi au demonstrat la Skopje , cerând ONU să nu recunoască statul macedonean până când nu obțin autonomie în regiunile țării unde sunt majoritari.
- La 6 noiembrie 1992 , în ciocnirile dintre poliția macedoneană și etnicii albanezi de la Bit Pazar din Skopje , 4 persoane au fost ucise și 36 de etnici albanezi au fost răniți.
- Pe 15 februarie 1995 , 2000 de albanezi s-au adunat la deschiderea unei universități ilegale de limba albaneză în Mala Reica din Tetovo . Aceasta a fost urmată de protestele majore din întreaga țară ale studenților macedoneni și studenților de liceu. După două zile, universitatea a fost închisă, iar un albanez a fost asasinat.
- Pe 9 iulie 1997 , steagul albanez a fost expus în clădirile municipale din Tetovo și Gostivar . În consecință, poliția macedoneană s-a ciocnit cu protestatarii din Tetovo , trei albanezi uciși și 312 arestați.
- 20 martie 1999 au început bombardamentele NATO în Iugoslavia. Republica Macedonia a primit 350.000 de refugiați din Kosovo .
- 11 Ianuarie 2001 , la intrarea în satul Aracinovo , au fost uciși într-o ambuscadă 3 ofițeri de poliție.